# Douglas Francis Jerrold
Douglas Francis Jerrold (* 1893; † 1964) war ein britischer Zeitungsverleger.

## Leben
Jerrold war ab 1931 Verleger der von Ford Madox Ford 1906 gegründeten Zeitschrift The English Review, Mitglied der Friends of National Spain, des Anglo-German Fellowship, Soldat und Beamter.
Jerrold war ein Nachfahre von Douglas William Jerrold, einem der Gründer der Zeitschrift Punch.
Die Gruppe um die The English Review machte Lobbying für Korporatismus in der britischen Politik. Ende 1933 unterstützte sie George Lloyd, 1. Baron Lloyd bei seinem Versuch die Regierung aus Ramsay MacDonald und Stanley Baldwin zu stürzen.
50 bis 60 Parlamentsabgeordnete zeigten sich an diesem Versuch interessiert, welcher in einem Dinner der The english review unter dem Vorsitz von Edward Carson, am 21. November 1933 gipfelte. Beim Dinner aßen 350 mit. Nach dem Dinner veröffentlichte Jerrold seine Ansichten zur Diktatur im Vereinigten Königreich:

„There is no folly more fashionable than the saying that the English will never tolerate a dictatorship. Under contitutional forms of a very flimsy character the English have invariably insisted on being governed either by a close oligarchy or a virtual dictatorship [...] It is because the party machines have notably failed to govern that they are losing the public confidence, and unless Parliament under universal franchise can fulfil the indispensable task of leadership, a dictatorship is not only inevitable but necessary.“

Jerrold schrieb, es gäbe keine größere modische Dummheit, als zu behaupten, Engländer würden keine Diktatur dulden. Unter einer dünnen Verfassung hätten die Engländer immer darauf bestanden, entweder durch eine kleine Oligarchie oder einer virtuellen Diktatur regiert zu werden. Dies sei so, da die Maschinerie der Parteien auffallend beim Regieren versagt hätten, weshalb sie das öffentliche Vertrauen verloren hätten, und solange das Parlament nicht die unverzichtbare Aufgabe der Führerschaft erfülle, sei eine Diktatur nicht nur unvermeidbar, sondern notwendig.

## Veröffentlichungen
- Future of Freedom: Notes on Christianity and Politics. Sheed and Ward, New York 1938[4]
- Britain and Europe 1900-1940. Collins, London 1941